# Папенгут, Павел Оскарович
Павел Оскарович Папенгут (1854—1935, Мобургет, Франция) — русский военный деятель, генерал-лейтенант (1907). Герой Первой мировой войны.

## Биография
В 1871 году получил образование в Смоленской гимназии и вступил в службу. В 1876 году после окончания 2-го военного Константиновского училища произведён в подпоручики с прикомандированием к Преображенскому лейб-гвардии полку. 14 августа 1877 года переведен в полк с чином прапорщика гвардии. Участник Русско-турецкой войны. Подпоручик (ст. 30.08.1877). Произведён в поручики (ст. 30.08.1877). Штабс-капитан (ст. 28.03.1882).
В 1882 году окончил Николаевской академии Генерального штаба по 1-му разряду произведён в капитаны ГШ с назначением помощником старшего адъютанта Варшавского военного округа. С 1883 года старший адъютант 3-й гвардейской пехотной дивизии. В 1885 году произведён в подполковники с назначением столоначальником Главного штаба. С 1889 года штаб-офицер управления 3-й стрелковой бригады.
В 1891 году произведён в полковники с назначением начальником штаба Ивангородской крепости. С 1897 года начальник штаба 15-й, затем 13-й кавалерийских дивизий. С 1899 года командир 161-го пехотного Александропольского полка.

В 1901 году произведён в генерал-майоры с назначением начальником штаба войск Забайкальской области. С 1902 года начальник штаба 2-го Сибирского армейского корпуса. С 1905 года командующий 3-й Сибирской стрелковой дивизией. С 1906 года командующий 28-й пехотной дивизией. Участник Русско-японской войны, в 1906 году был награждён Золотым оружием «За храбрость»: 
За отличие в делах против неприятеля
В 1907 году произведён в генерал-лейтенанты. В 1910 году уволен в отставку с мундиром и пенсией.

В 1914 году после начала Первой мировой войны возвращён на службу и назначен начальником 41-й бригады Государственного ополчения. С 16 сентября 1914 года начальник 18-й пехотной дивизии. «За храбрость» был награждён орденом Святого Георгия 4-й степени: 
За отличие в делах против неприятеля
В 1917 году находился в резерве чинов при штабе Двинского военного округа. Участник Белого движения в составе ВСЮР.
Эвакуировался в начале 1920 года из Новороссийска на остров Лемнос на корабле «Брауенфелз». В эмиграции сначала в Югославии, затем во Франции.
Жена — Софья Михайловна (ум. 30 июня 1922 в Битоле, Македония).

## Награды
Награды
- Орден Святой Анны 4-й степени (1877)
- Орден Святого Станислава 3-й степени с мечами и бантом (1884)
- Орден Святого Владимира 3-й степени с мечами (1904)
- Орден Святого Станислава 1-й степени с мечами (1905)
- Орден Святой Анны 1-й степени (1905; Мечи — 1906)
- Золотое оружие «За храбрость» (1906)
- Орден Святого Георгия 4-й степени (1914)
- Орден Святого Владимира 2-й степени с мечами (1915)
- Орден Белого орла с мечами (1915)
- Орден Святого Александра Невского с мечами (1916)